# Qorako‘l
Pour les articles homonymes, voir Karakul (homonymie).
Qorako‘l, aussi connue sous le nom de Karakul ou Karakoul, est une ville d'Ouzbékistan, dans la province de Boukhara.
Elle a donné son nom à la race de moutons Karakul.